# Thinobius jamaicensis
Thinobius jamaicensis är en skalbaggsart som beskrevs av Richard Eliot Blackwelder 1943. Thinobius jamaicensis ingår i släktet Thinobius och familjen kortvingar. Inga underarter finns listade i Catalogue of Life.